# کیمی اشمیت شکست‌ناپذیر
کیمی اشمیت شکست‌ناپذیر (انگلیسی: Unbreakable Kimmy Schmidt) یک کمدی موقعیت ساخته تینا فی و با درخشش الی کمپر است.